# Hanibal Lucić

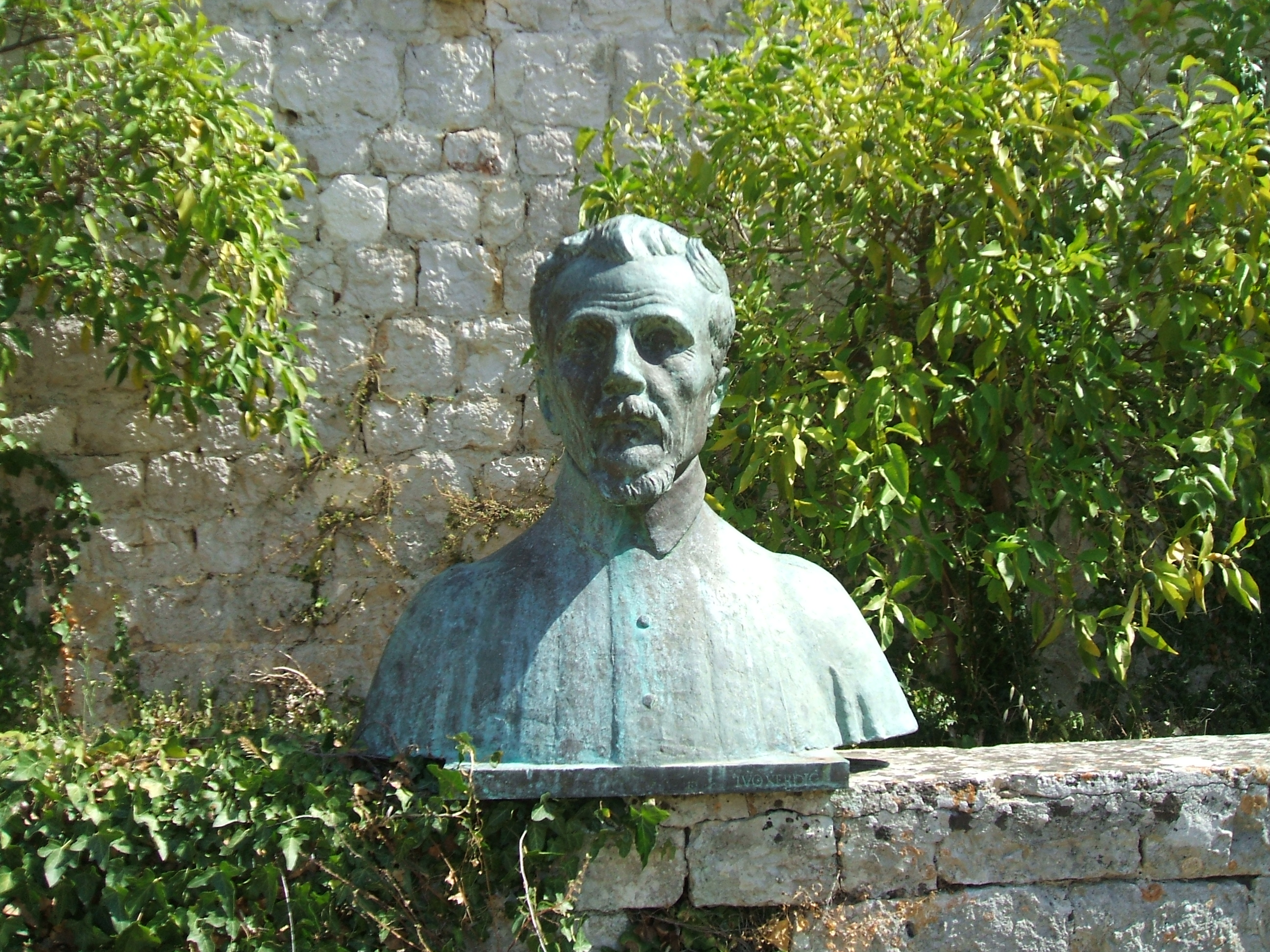
Byst föreställande Hanibal Lucić

Hanibal Lucić, född 1485 på ön Hvar i Dalmatien, död 14 december 1553 i Venedig, var en kroatisk författare.
Lucić författade, förutom erotiska dikter, skådespelet Robinja ("Trälinnan"), sydslavernas första världsliga drama.